# Edvin Anger
Edvin Fredrik Anger, född 8 april 2002 i Rensbo, nära Grådö, Hedemora kommun, Dalarnas län, är en svensk längdskidåkare som representerar klubben Åsarna IK, tidigare IFK Hedemora SK.

## Karriär

### Junior
Under junior-SM i längdåkning 2019 deltog Anger i klassen H18, och tog silver på 15 km fristil och brons på fristilssprint.
Han representerade Sverige i Olympiska vinterspelen för ungdomar 2020. Där fick han först silver i längdskidcross bakom Nikolai Holmboe från Norge, med Albin Åström på tredjeplats. Han vann därefter sprinten, före Nikolai Holmboe och Aleksander Holmboe.

### Senior
Den 26 mars 2022 vann Anger oväntat SM-guld i fristilssprint, före Erik Silfver och George Ersson. Dagen därpå vann han stafetten i fristil tillsammans med Markus Ruus och Jens Burman, något som gav Åsarna IK sitt tjugonde stafettguld.
Den första gången Edvin Anger fick kliva upp på prispallen i världscupen var i stafettloppet i Gällivare den 2 december 2023, där Sverige slutade tvåa efter Norge. Anger åkte slutsträckan.
Den första pallplatsen i ett individuellt lopp i världscupen i längdåkning 2023/2024 tog Edvin Anger den 3 januari 2024. Anger slutade tvåa i sprintloppet efter fransmannen Lucas Chanavat. Trea blev Federico Pellegrini. Loppet, som gick i Davos, ingick i Tour de Ski. Ytterligare en pallplats i sprint togs i Canmore, då Anger slutade trea efter  Johannes Hösflot Kläbo och Erik Valnes. Vid summering av säsongen stod även Anger som segrare i U23 världscupen.
Den 1 januari 2025 slog Anger till med sin första pallplats i ett distanslopp i världscupen. Anger lyckades spurta ifrån Johannes Hösflot Kläbo precis när jaktstart i Toblach skulle avgöras. Anger slutade på andra plats i loppet. Några dagar tidigare hade han nått sitt dittills bästa resultat på distans när han slutade femma på 15 kilometer.
Den 18 januari 2025 tog Anger sin första världscupseger, när han vann sprintfinalen i Les Rousses i Frankrike.

## Resultat

### Världscupen

#### Individuella pallplatser
Anger har fem individuella pallplatser i världscupen: en seger, tre andraplatser och en tredjeplats.
| Säsong  | Datum            | Plats       | Disciplin           | Placering |
| ------- | ---------------- | ----------- | ------------------- | --------- |
| 2023/24 | 3 januari 2024   | Davos       | Sprint (F)          | 2:a       |
| 2023/24 | 10 februari 2024 | Canmore     | Sprint (F)          | 3:a       |
| 2024/25 | 1 januari 2025   | Toblach     | 15 km jaktstart (K) | 2:a       |
| 2024/25 | 18 januari 2025  | Les Rousses | Sprint (K)          | 1:a       |
| 2024/25 | 25 januari 2025  | Engadin     | Sprint (F)          | 2:a       |

#### Pallplatser i lag
I lag har Anger sex pallplatser i världscupen: två segrar,  tre andraplatser och en tredjeplats.
| Säsong  | Datum            | Plats     | Disciplin             | Placering | Lagkamrat(er)                      |
| ------- | ---------------- | --------- | --------------------- | --------- | ---------------------------------- |
| 2022/23 | 5 februari 2023  | Toblach   | 4 x 7.5 km stafett    | 2:a       | Rosjö / Halvarsson / Häggström     |
| 2022/23 | 19 mars 2023     | Falun     | 4 x 5 km mixedstafett | 1:a       | Halvarsson / Ilar / Sundling       |
| 2023/24 | 3 december 2023  | Gällivare | 4 x 7,5 km stafett    | 2:a       | Häggström / Halvarsson / Johansson |
| 2023/24 | 26 januari 2024  | Goms      | 4 x 5 km mixedstafett | 2:a       | Häggström / Andersson / Dahlqvist  |
| 2024/25 | 13 december 2024 | Davos     | Sprintstafett (F)     | 3:a       | Häggström                          |
| 2024/25 | 24 januari 2025  | Engadin   | 4 x 5 km mixedstafett | 1:a       | Burman / Ribom / Ilar              |

### Världsmästerskap
| Tävling        | 15 km | Skiathlon | 50 km | Sprint | Stafett | Lagsprint |
| -------------- | ----- | --------- | ----- | ------ | ------- | --------- |
| Planica 2023   | 50:e  | —         | —     | 29:e   | —       | 5:e       |
| Trondheim 2025 | 4:e   | 14:e      | —     | 11:e   | Brons   | Brons     |